# Metropolitana di Atlanta
La metropolitana di Atlanta è una metropolitana che serve la città di Atlanta, Georgia, Stati Uniti. Dispone di quattro linee, caratterizzate dai colori arancione, blu, rosso e verde.

## Linee

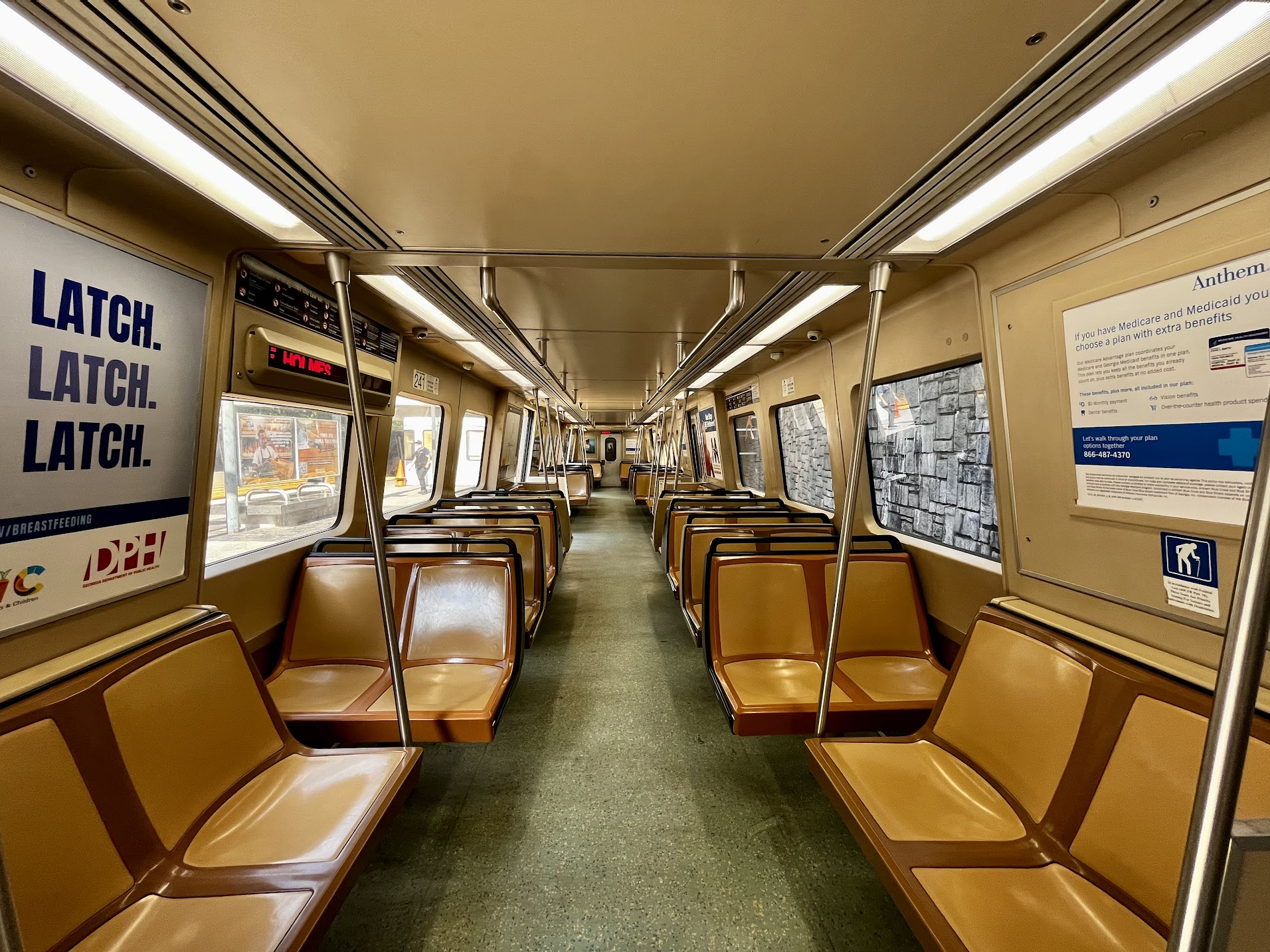
L'interno di un convoglio come appariva negli anni '80, dai caratteristici colori caldi.

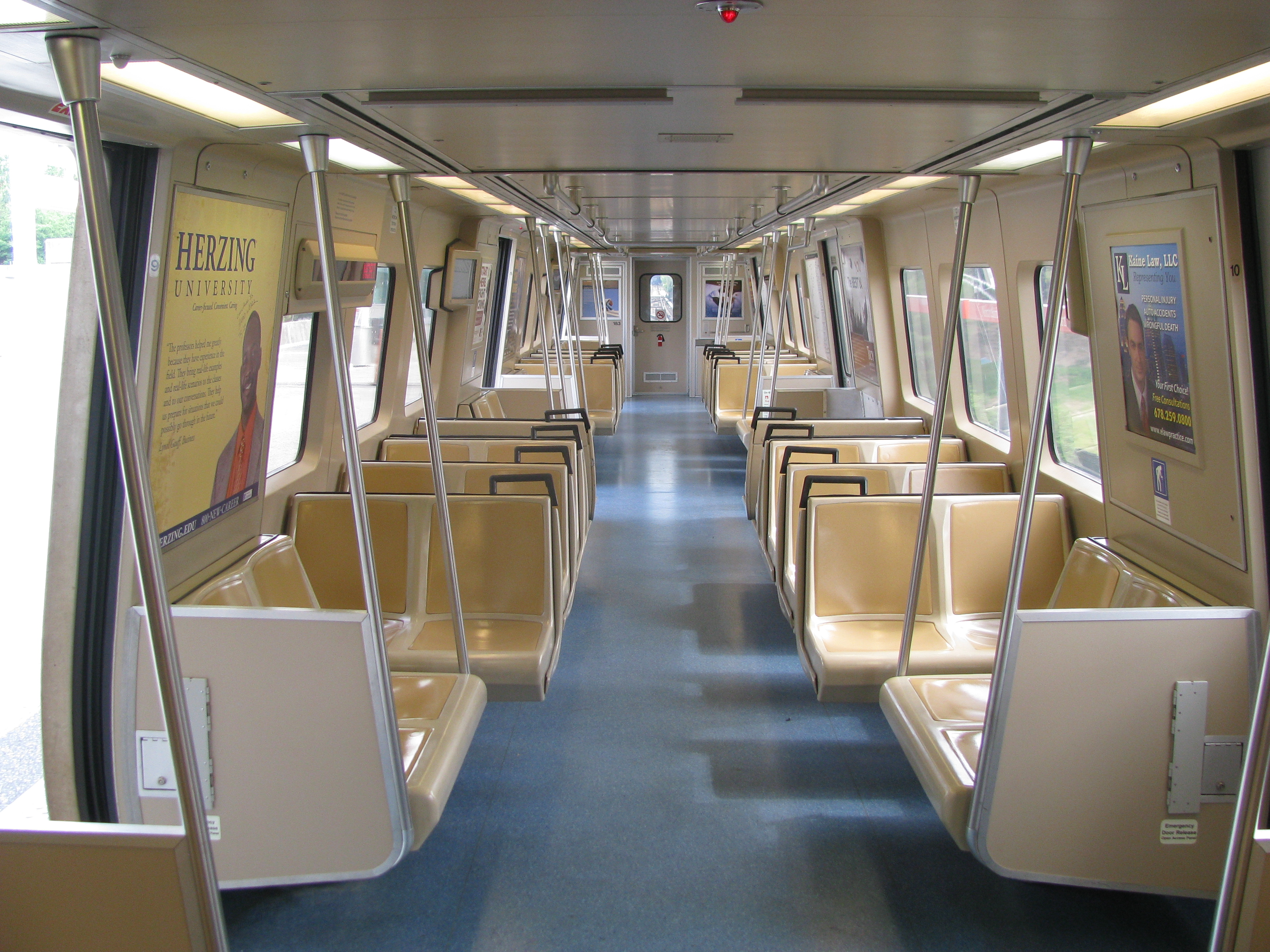
Interno attuale di un tipico convoglio.

### Linea Arancione
La linea possiede 18 stazioni:
- Aeroporto;
- College Park;
- East Point;
- Lakewood / Ft.McPherson;
- Oakland City;
- West End;
- Garnett;
- Five Points;
- Peachtree Center;
- Civic Center;
- North Avenue;
- Midtown;
- Arts Center;
- Lindbergh Center;
- Lenox;
- Brookhaven / Oglethorpe;
- Chamblee;
- Doraville.

### Linea Rossa
La linea possiede 19 stazioni:
- Aeroporto;
- College Park;
- East Point;
- Lakewood / Ft.McPherson;
- Oakland City;
- West End;
- Garnett;
- Five Points;
- Peachtree Center;
- Civic Center;
- North Avenue;
- Midtown;
- Arts Center;
- Lindbergh Center;
- Buckhead;
- Medical Center;
- Dunwoody;
- Sandy Springs;
- North Springs.

### Linea Blu
La linea possiede 15 stazioni:
- Indian Creek;
- Kensington;
- Avondale;
- Decatur;
- East Lake;
- Edgewood / Candler Park;
- Inman Park / Reynoldstown;
- King Memorial;
- Georgia State;
- Five Points;
- Dome / GWCC / Philips Arena / CNN Center;
- Vine City;
- Ashby;
- West Lake;
- Hamiltong E. Holmes.

### Linea Verde
La linea possiede 9 stazioni:
- Edgewood / Candler Park;
- Inman Park / Reynoldstown;
- King Memorial;
- Georgia State;
- Five Points;
- Dome / GWCC / Philips Arena / CNN Center;
- Vine City,
- Ashby;
- Banklhead.